# Duminica Însângerată (1920)

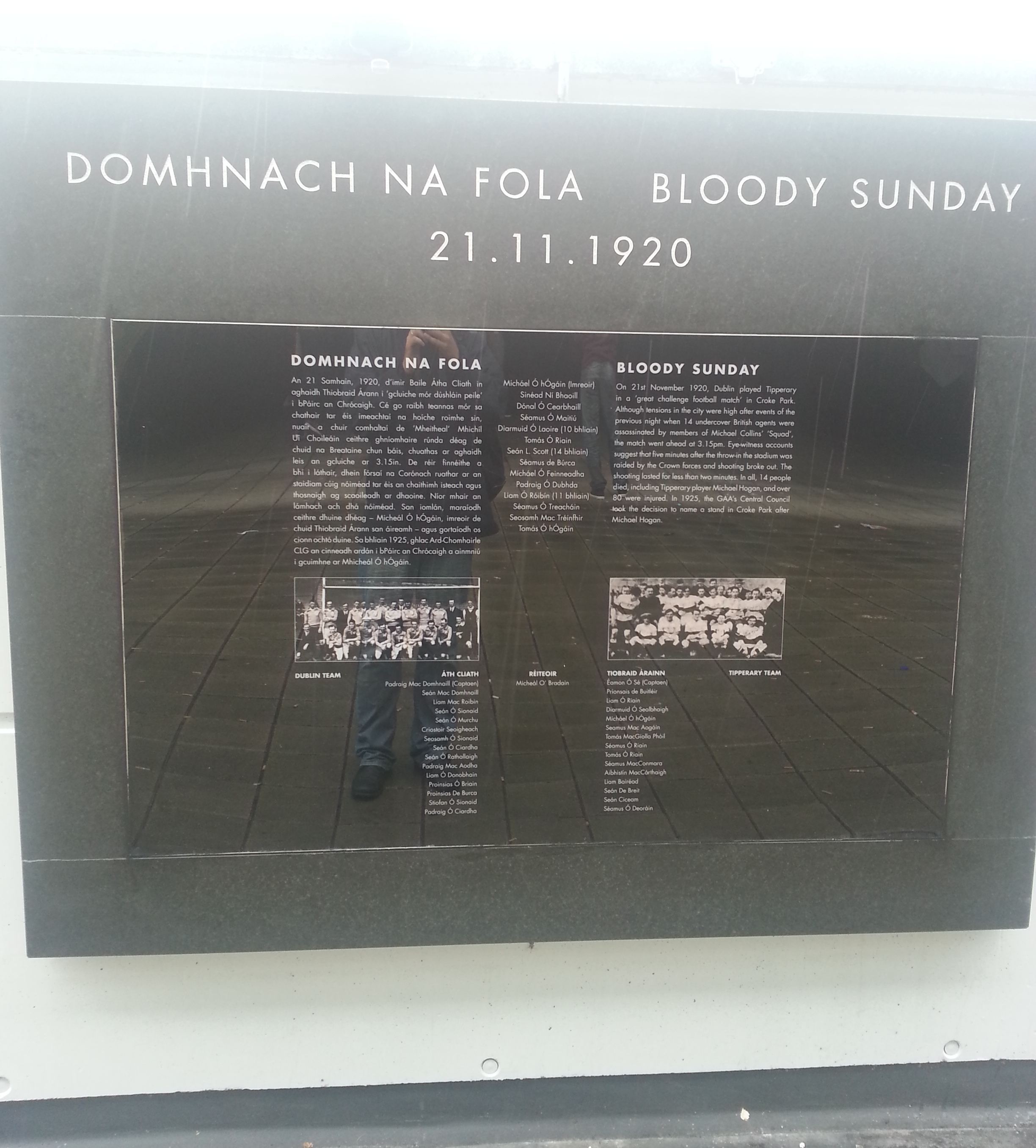
Placa comemorativă a Duminicii Sângeroase din Croke Park

Duminica Însângerată (în engleză Bloody Sunday, în irlandeză Domhnach na Fola) a fost un incident petrecut în Irlanda la 21 noiembrie 1920, când armata britanică a tras în populația civilă irlandeză ca represaliu pentru uciderea unor agenți britanici. 
Rezultatul incidentului a fost 30 de morți. Masacrul a avut loc duminică după masă în nordul orașului Dublin, după meciul de fotbal de pe stadionul Croke-Park. 

## Istoric
Duminica Însângerată a avut loc în timpul Războiului Irlandez de Independență (1919–1921), care a izbucnit ca urmare a declarației de independență a Republicii Irlandeze. Pe atunci Irlanda ducea un război de guerillă contra poliției (Royal Irish Constabulary) și a armatei britanice. Regele George al V-lea al Regatului Unit a condamnat brutalitatea masacrului comis contra populației civile Irlandeze. Masacrul a fost comis de grupa paramilitară Auxiliary Division.